# Kettling

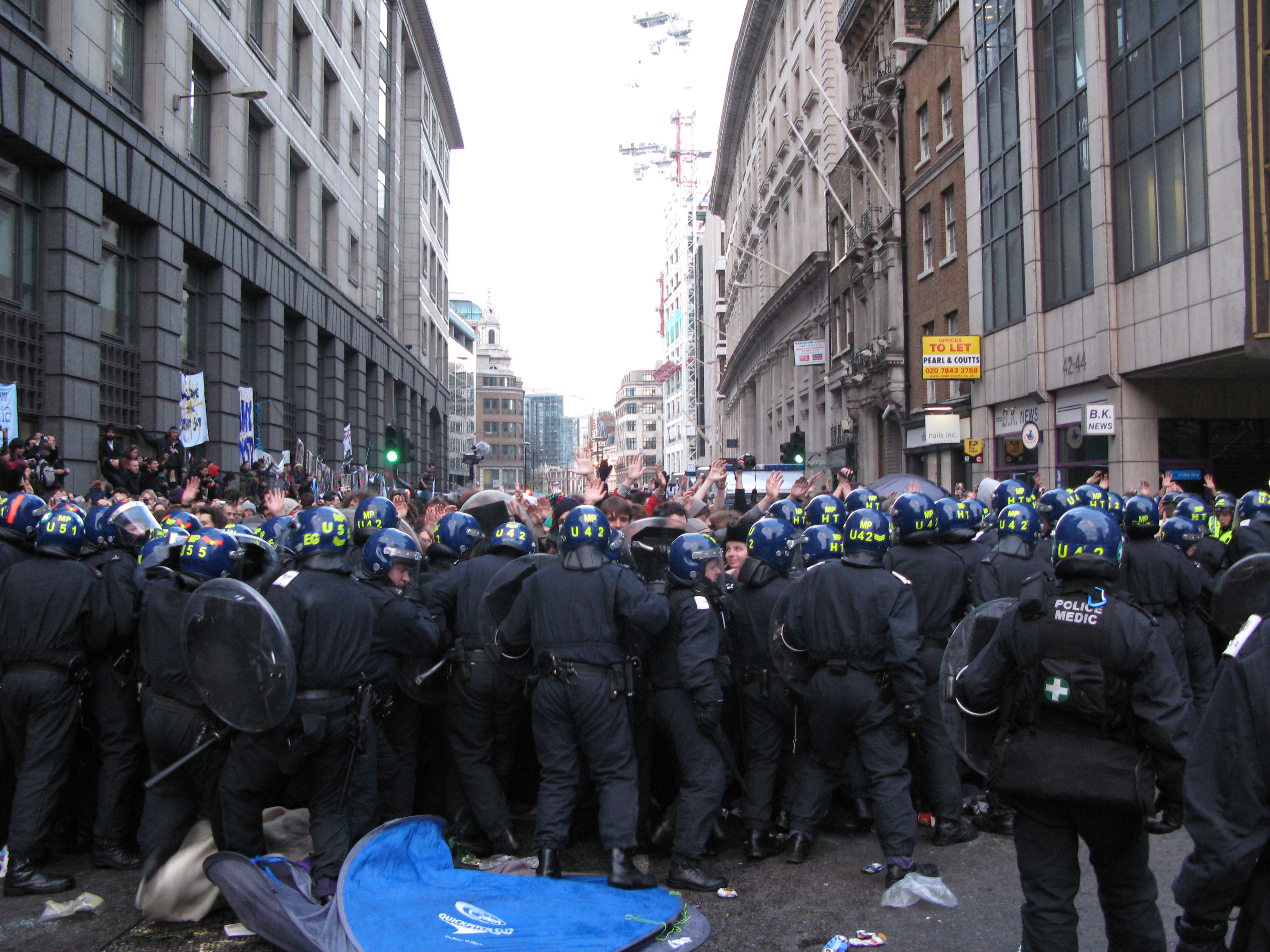
Policie uzavírá protestující do „konvice“ během Camp for Climate Action, který byl součástí protestů proti zasedání G20 v Londýně v roce 2009

Kettling je policejní taktika pro kontrolu davu lidí během demonstrací či nepokojů. Tato taktika spočívá v uzavírání demonstrantů na ulicích do „konvice“, tj. držení demonstrantů v uzavřeném koridoru policie po mnoho hodin. Protestujícím je pak určen jeden východ z oblasti obklíčené policií (často mj. za účelem perlustrace) a nebo je úplně zabráněno v odchodu. V některých případech byl protestujícím odepřen přístup k potravinám, vodě a toaletám po dlouhou dobu.